# Somniosidae
Somniosidae là một họ cá nhám góc thuộc bộ Squaliformes. Họ này chỉ chứa 6 chi và 20 loài.

## Các loài
Họ này có các loài sau:
- Họ Somniosidae
  - chi Centroscymnus Barbosa du Bocage et Brito Capello, 1864
    - Centroscymnus coelolepis (Barbosa du Bocage & de Brito Capello, 1864)
    - Centroscymnus crepidater (Barbosa du Bocage & de Brito Capello, 1864)
    - Centroscymnus macracanthus Regan, 1906
    - Centroscymnus owstonii (Garman, 1906)
    - Centroscymnus plunketi (Waite, 1910)

  - chi Scymnodalatias Garrick, 1956
    - Scymnodalatias albicauda (Taniuchi & Garrick, 1986)
    - Scymnodalatias garricki (Kukuyev & Konovalenko, 1988)
    - Scymnodalatias oligodon (Kukuyev & Konovalenko, 1988)
    - Scymnodalatias sherwoodi (Archey, 1921)

  - chi Scymnodon Barbosa du Bocage et Brito Capello, 1864
    - Scymnodon obscurus (Vaillant, 1888) (không được FishBase công nhận)
    - Scymnodon ringens (Barbosa du Bocage & de Brito Capello, 1864)

  - chi Somniosus Lesueur, 1818
    - Somniosus antarcticus (Whitley, 1939)
    - Somniosus longus (Tanaka, 1912)
    - Somniosus microcephalus (Bloch & Schneider, 1801)
    - Somniosus pacificus  Bigelow & Schroeder, 1944
    - Somniosus rostratus (Risso, 1827)

  - chi Zameus (không được ITIS và ADW công nhận Scymnodon)
    - Zameus ichiharai (Yano & Tanaka, 1984)
    - Zameus squamulosus (Günther, 1877)

- Họ Somnosidae
  - chi Centroscymnus Barbosa du Bocage et Brito Capello, 1864
    - Centroscymnus coelolepis Barbosa du Bocage & Brito Capello, 1864
    - Centroscymnus crepidater (Barbosa du Bocage & Brito Capello, 1864)
    - Centroscymnus cryptacanthus Regan, 1906
    - Centroscymnus macracanthus Regan, 1906
    - Centroscymnus plunketi (Waite, 1910)

  - chi Scymnodalatias Garrick, 1956
    - Scymnodalatias sherwoodi (Archey, 1921)

  - chi Scymnodon Barbosa du Bocage et Brito Capello, 1864
    - Scymnodon ichiharai Yano & Tanaka, 1984
    - Scymnodon obscurus (Vaillant, 1888)
    - Scymnodon ringens Barbosa du Bocage & Brito Capello, 1864
    - Scymnodon squamulosus (Günther, 1877)

  - chi Somniosus Lesueur, 1818
    - Somniosus longus (Tanaka, 1912)
    - Somniosus microcephalus (Bloch & Schneider, 1801)
    - Somniosus pacificus Bigelow & Schroeder, 1944
    - Somniosus rostratus (Risso, 1827)

## Hình ảnh

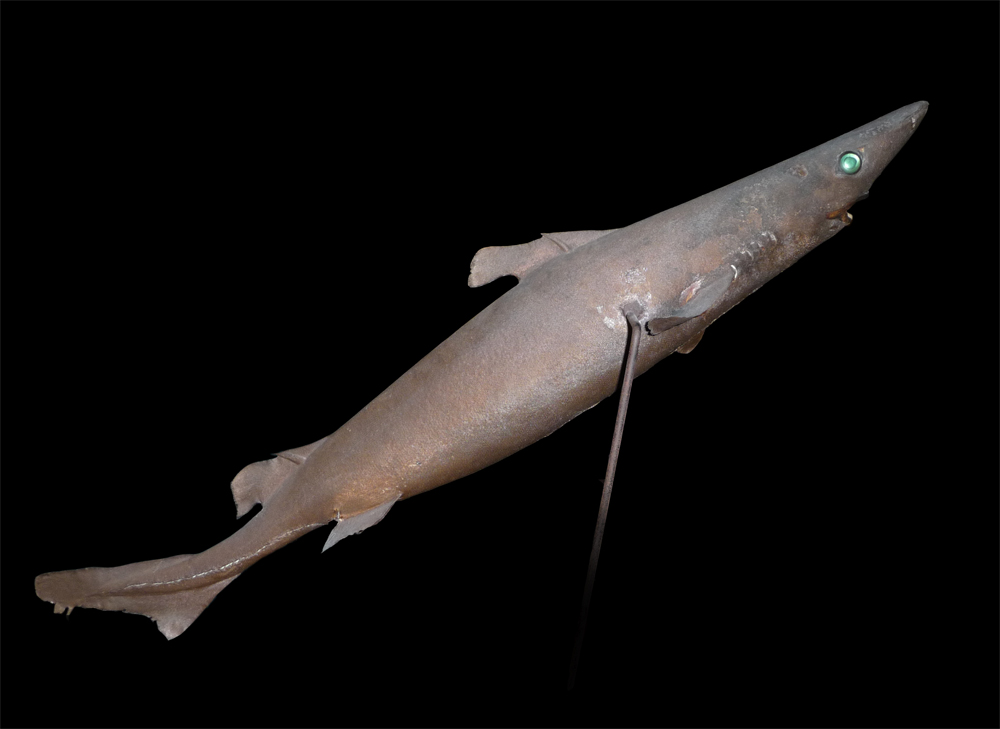
Centroscymnus crepidater
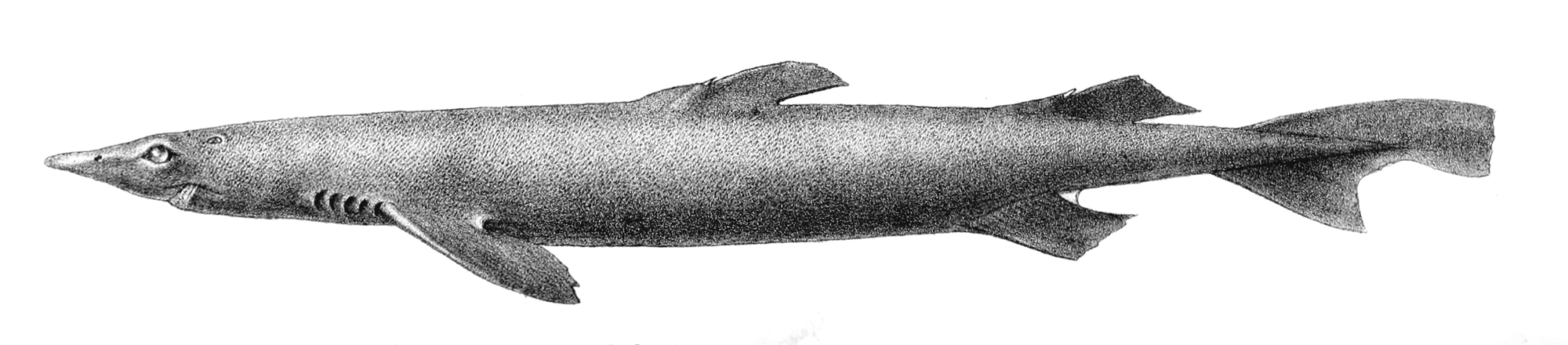
Scymnodon obscurus
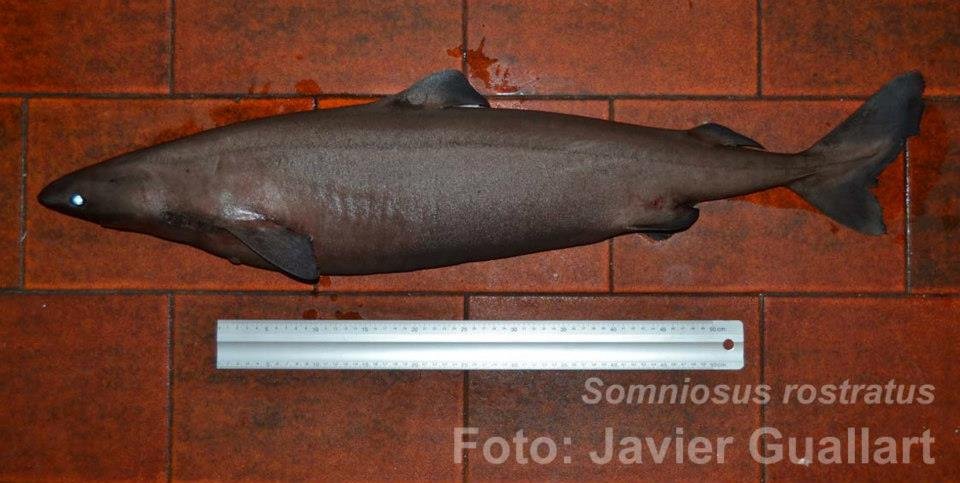
Somniosus rostratus
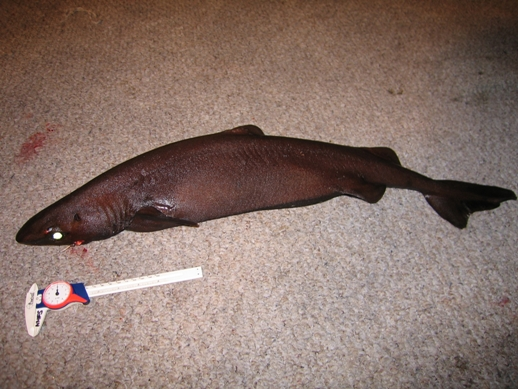
Zameus squamulosus